# Phil Marsten
Phil Marsten est un personnage de fiction du feuilleton télévisé Grand Galop. Il est interprété par l'acteur Glenn Meldrum.

## Le personnage
Phil est issu d'une famille riche. Ses parents possèdent un ranch. C'est le petit ami de Stéphanie et il vient assez souvent rendre visite aux filles dès qu'il en a le temps. Il monte à cheval dans une autre école, appelée Cross County, qui souvent rivalise avec le Pin creux dans des tournois amicaux, au plus grand bonheur de Stéphanie qui ne rêve que de mesurer ses compétences équestres avec celles de son ami.